# 松尾村 (岐阜県山県郡)
松尾村（まつおむら）は、かつて岐阜県山県郡に存在した村である。
現在の山県市松尾に該当する。
地名は、楠木正成夫人久子がこの地に隠棲したさい、久子の出身地（河内国甘南備村）の字名を与えたことによるという。

## 歴史
- 1889年（明治22年）7月1日 - 町村制により、松尾村発足。
- 1897年（明治30年）4月1日 - 掛村、上願村、平井村、長滝村と合併し上伊自良村発足。同日松尾村廃止。